# Neuer Markt 11 (Stralsund)
Das Haus mit der postalischen Adresse Neuer Markt 11 ist ein denkmalgeschütztes Gebäude am Neuen Markt im Stralsunder Stadtgebiet Altstadt.

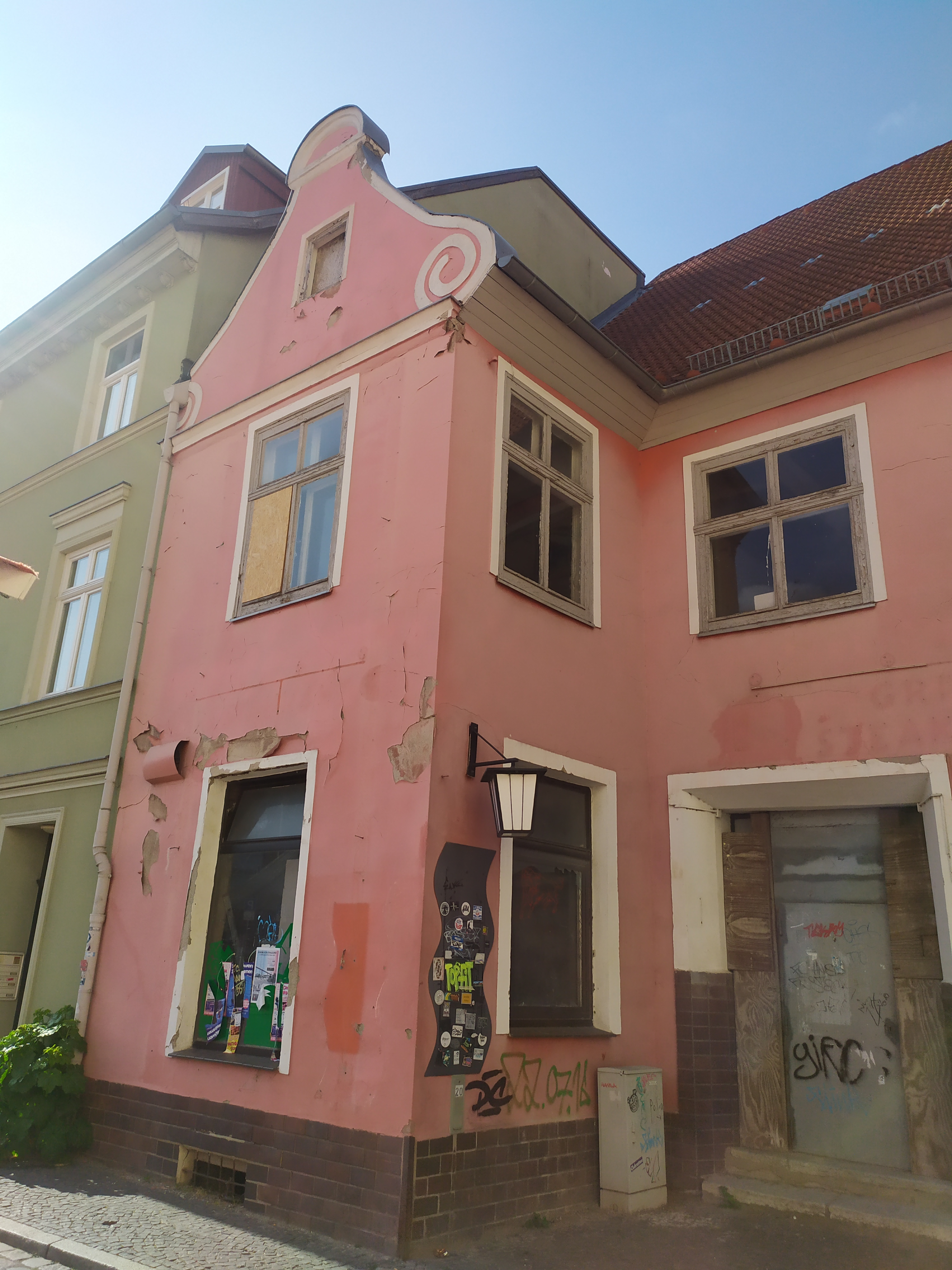
Das Haus Neuer Markt 11 in Stralsund (2023)

Der zweigeschossige, traufständige Putzbau besitzt ein hohes Satteldach. Die westliche Achse ist herausgezogen (Utlucht) und mit einem Volutengiebel gekrönt. Die Haustür des mittigen Portals weist eine Rautengliederung auf.
Erstmals urkundlich erwähnt ist in einem Kataster im 18. Jahrhundert als Bude. Seit dem Jahr 1869 ist es unter der Hausnummer 11 am Neuen Markt (zwischenzeitlich: Leninplatz) verzeichnet. Ab 1831 wurde hier eine Schankwirtschaft betrieben. Das Haus ist stark sanierungsbedürftig (Stand 2023).
Das Gebäude liegt im Kerngebiet des von der UNESCO als Weltkulturerbe anerkannten Stadtgebietes des Kulturgutes „Historische Altstädte Stralsund und Wismar“. In die Liste der Baudenkmale in Stralsund ist es mit der Nummer 600 eingetragen.